# Joc no-cooperatiu
En teoria de jocs, un joc no-cooperatiu és quan un dels jugadors prenen decisions independentment per al seu benefici personal, cosa que no impedeix que en alguns casos aquesta presa de decisions pugui afavorir a tots, com és el que es busca en els jocs cooperatius.